# James Bryce, 1. Viscount Bryce

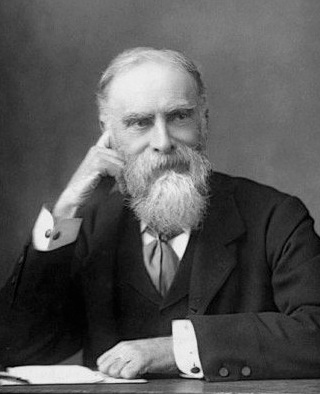
James Bryce, 1893

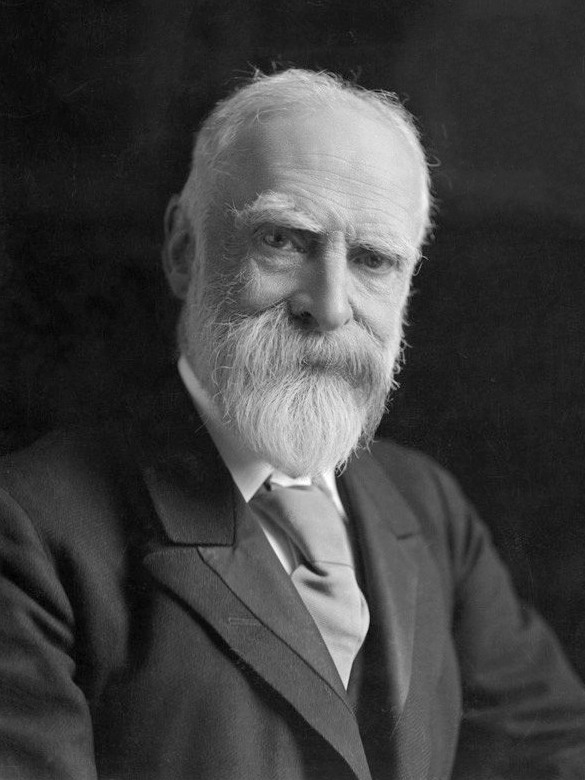
James Bryce, 1913

James Bryce, 1. Viscount Bryce OM, GCVO, FRS, PC, FBA (* 10. Mai 1838 in Belfast; † 22. Januar 1922 in Sidmouth) war ein britischer Jurist, Historiker und Politiker aus Belfast.
Nach dem Studium an der University of Glasgow wirkte er zunächst als Jurist in London, später als Professor für Bürgerliches Recht in Oxford. 1878 verfasste er das Buch „The Holy Roman Empire“. Nach Aufenthalten in Armenien publizierte er 1878 das Buch „Transcaucasia and Ararat“. Von 1907 bis 1913 wirkte er als britischer Botschafter in den USA. Nach Ausbruch des Ersten Weltkriegs untersuchte er für Premierminister Herbert Henry Asquith deutsche Gräuel in Belgien (Bryce-Report) und dann die türkischen Armeniergräuel, über die er am 15. September 1915 dem Premier und am 6. Oktober 1915 im britischen House of Lords berichtete. Gemeinsam mit dem Historiker Arnold J. Toynbee sammelte er Berichte über die Massaker an den Armeniern und organisierte weltweite Solidaritätsmaßnahmen. Er verstand es, wissenschaftliche Interessen mit humanistischen Idealen und politischer Konsequenz zu verbinden, war allerdings auch Subjekt britischer Kriegspropaganda.

## Leben

### Jurist und Historiker
James Bryce war der Sohn eines Schotten, der mit seiner Familie lange in Irland (Belfast) gelebt hatte und dort über viele Verwandte verfügte. Nach ersten Universitätskursen in Glasgow studierte Bryce am Trinity College der University of Oxford und wurde 1862 zum Mitglied („Fellow“) von Oriel gewählt. Er arbeitete einige Jahre als Anwalt in London, bevor er an die Universität Oxford als Regius Professor of Civil Law zurückkehrte (1870–1893). Seine internationale Reputation als Wissenschaftler begründete jedoch sein geschriebenes Buch über „The Holy Roman Empire“ („Das Heilige Römische Reich“), das 1864 erstmals erschien und zahlreiche englische und deutsche Neuauflagen erlebte. 1888 fügte Bryce, angeregt durch zahlreiche Aufenthalte in den USA, ein weiteres vielbeachtetes Standardwerk hinzu, als er – quasi als politologische und soziologische Momentaufnahme – in „The American Commonwealth“ das politische System der USA minutiös analysierte. Auch dieses Werk erlebte zahlreiche Neuauflagen. 1893 wurde er in die American Academy of Arts and Sciences und 1895 in die American Philosophical Society gewählt. 1902 wurde er Mitglied (Fellow) der British Academy. 1896 wurde er als assoziiertes Mitglied in die Académie royale des Sciences, des Lettres et des Beaux-Arts de Belgique gewählt. Von 1899 bis 1901 war er Vorsitzender des Alpine Club. 1907/08 amtierte er als Präsident der American Political Science Association (APSA).

### Politische Tätigkeit
Durch Herkunft (Angehöriger einer nonkonformistischen Kirche) und Bildungsgang war Bryce von Jugend auf ein entschiedener Anhänger der Liberalen Partei. 1880 wurde er für diese als Vertreter des Wahlkreises Tower Hamlets erstmals in das House of Commons gewählt, und er verteidigte seinen Parlamentssitz in allen folgenden Wahlen erfolgreich, bis er ihn 1907 infolge seiner Ernennung zum Botschafter aufgab.
Bryce war ein vielseitig gebildeter Mann, aber wohl kein mitreißender Redner. Vielen Abgeordneten erschien er zu sehr als „Professor“. Dennoch führten ihn seine umfangreiche Bildung, sein Fleiß und seine auf zahllosen Reisen erworbene Weltkenntnis sehr rasch in die Führungsgruppen seiner Partei. Bereits 1885 wurde er von Premierminister Gladstone zum Staatssekretär im Foreign Office berufen (Under-Secretary of State for Foreign Affairs), doch musste er dieses Amt bereits im selben Jahr nach der Wahlniederlage der Liberalen wieder aufgeben. Auch seine folgenden Regierungsämter waren stets nur von kurzer Dauer: 1892 gehörte er dem letzten Kabinett Gladstones als Minister ohne Geschäftsbereich an (Chancellor of the Duchy of Lancaster), doch schon 1894 wechselte er unter dem neuen Premier Archibald Primrose, 5. Earl of Rosebery, in das Handelsressort (President of the Board of Trade), das er mit der liberalen Wahlniederlage von 1895 wieder verlassen musste. Es folgte ein Jahrzehnt der Opposition, in dem sich Bryce als unverdrossener Anhänger Sir Henry Campbell-Bannermans auszeichnete, weshalb ihn dieser beim erneuten liberalen Machtantritt 1905 als Minister für Irland (Chief Secretary for Ireland) erneut ins Kabinett berief; doch auch diese Regierungsfunktion endete rasch, als Bryce im Februar 1907 zum britischen Botschafter in Washington, D.C., ernannt wurde.
Während der Oppositionszeit um 1900 figurierte Bryce als entschiedener Kritiker der repressiven britischen Kriegführung im Burenkrieg zwischen 1899 und 1902. Obwohl er sich in der aufgeheizten Atmosphäre des Jingoismus zeitweilig höchst unpopulär machte, verdammte er rückhaltlos vor allem die systematische Zerstörung burischer Farmen und die Internierung von Alten, Frauen und Kindern in britischen Konzentrationslagern (concentration camps).

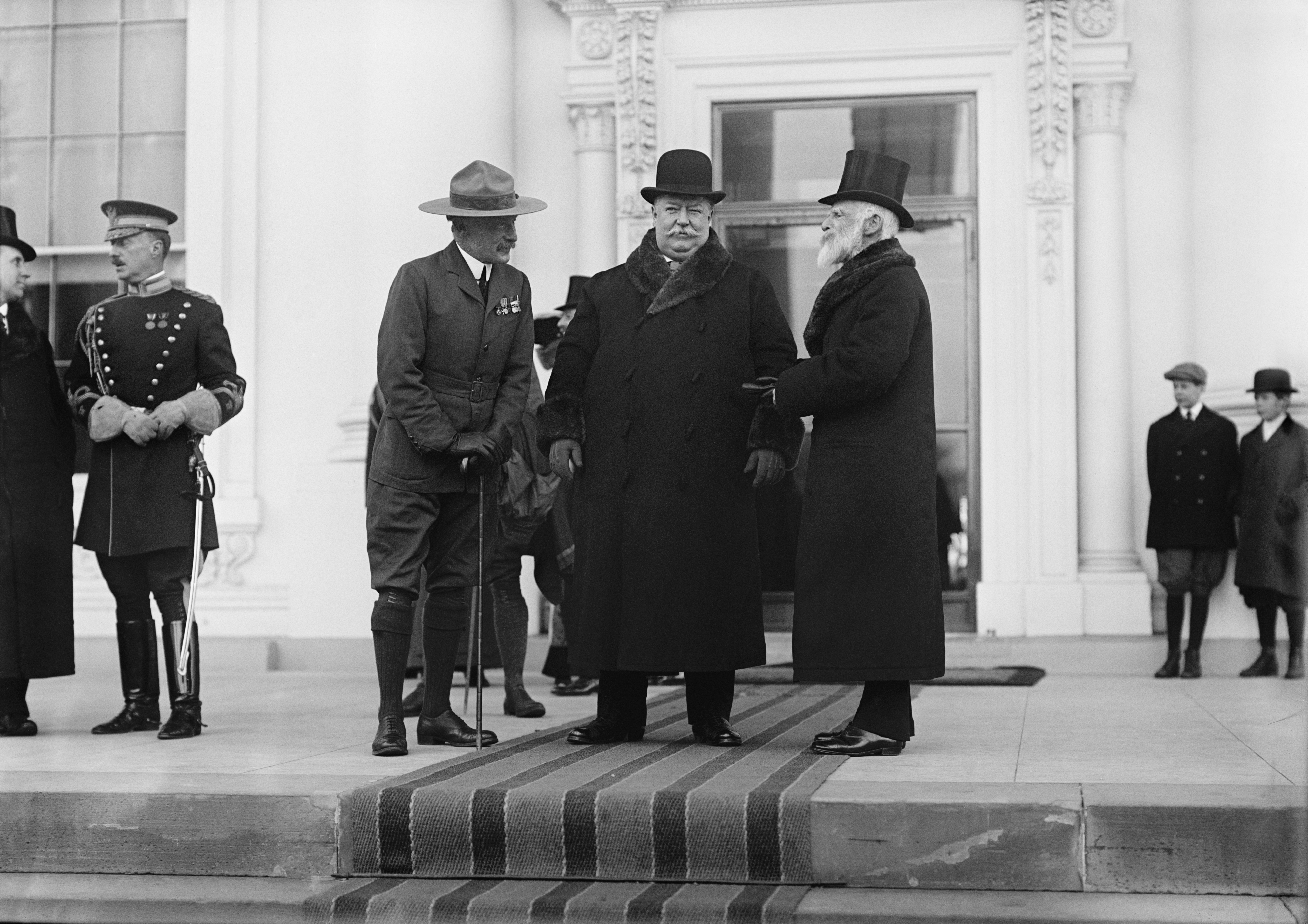
Robert Baden-Powell, William Howard Taft und James Bryce vor dem Weißen Haus, 1912

Sein wichtiges diplomatisches Amt in den USA nahm Bryce dann lange, bis 1913, wahr. Er war – mit zahlreichen alten Freunden und Bekannten in der US-amerikanischen Politik und Wissenschaft, darunter US-Präsident Theodore Roosevelt – überaus erfolgreich in seinem Bemühen, die Anglo-Amerikanische Freundschaft zu festigen. Der spätere deutsche Botschafter in Washington, Johann Heinrich von Bernstorff, gab Jahrzehnte später offen zu, wie erleichtert er war, dass er nicht mehr mit Bryce als diplomatischem Gegenspieler zu tun hatte, als es im Ersten Weltkrieg darum ging, die Neutralität der USA sicherzustellen – was Bernstorff trotz aller Probleme immerhin bis 1917 gelang.

### Letzte Lebensjahre
Nach seiner Pensionierung als Botschafter und seiner Rückkehr nach London wurde James Bryce 1913 in den erblichen Adelsstand erhoben (Viscount Bryce) und folglich erbliches Mitglied des Oberhauses (House of Lords) – jener parlamentarischen Kammer, die von seiner Liberalen Partei in den vorangegangenen Jahren scharf bekämpft und in der Parlamentsreform von 1911 weitgehend entmachtet worden war.
Schon aufgrund seiner Reiseerfahrungen im Kaukasus in den 1870er Jahren hatte sich Bryce eine sehr negative Meinung über die osmanische Herrschaft gebildet, während er eine tiefe Sympathie für das armenische Volk hegte. Während des Ersten Weltkriegs erhielt er Gelegenheit, sich – wenn auch vergeblich – mit aller Kraft für die Armenier einzusetzen, als er im Auftrag der Regierung das sog. „Blue Book“ über den Armenier-Genozid im Osmanischen Reich (1916) erarbeitete. Schon zuvor hatte Bryce als Erster im britischen Parlament im Oktober 1915 die systematische Vernichtung der Armenier durch die Jungtürken im Oberhaus öffentlich zur Sprache gebracht.
Diese Veröffentlichungen zu deutschen Kriegsverbrechen in Belgien (1915) und zum jungtürkischen Armenier-Genozid hatten zweifellos auch propagandistische Funktionen – namentlich mit Blick auf die Beeinflussung von Politik und Medien in den damals noch neutralen USA. Dessen ungeachtet entsprechen jedoch wesentliche Inhalte dieser Publikationen der Wahrheit und lassen sich nicht – wie dies gelegentlich noch heute geschieht – als „bloße Propaganda“ abtun.
In seinen letzten Lebensjahren arbeitete Bryce für den Internationalen Gerichtshof in Den Haag, unterstützte die Gründung des Völkerbundes und publizierte ein Buch über „Modern Democracy“ (1921). Bryce war ein entschiedener Demokrat und nicht zuletzt deshalb schon seit den 1870er Jahren ein Bewunderer der USA. Freilich hat Bryce das Phänomen der Massendemokratie, das sich nach 1918 auch in Großbritannien (allgemeines Wahlrecht, Frauenwahlrecht) durchsetzte, partiell auch kritisch bewertet. So war Bryce ein vehementer Gegner des Frauenwahlrechts, von dem er eine fundamentale Veränderung des Geschlechterverhältnisses erwartete.